# الأمومة (مجلة)
الأمومة هي مجلة تعزز من ممارسات الأمومة الطبيعية والتربية بالإرتباط. بدأ نشر المجلة في عام 1976. ويقع مقرها الرئيسي في سانتا فيه بنيو مكسيكو.

## التاريخ
تأسست مجلة الأمومة في عام 1976. وفي عام 1980، أصبحت بيجي أومارا محررة وناشرة بالمجلة. كان عدد نوفمبر - ديسمبر 2010 هو العدد الأخير المطبوع من مجلة الأمومة. أعلنت المجلة في 15 فبراير 2011 أن نشر المجلة سينتهي بالكامل بعد إصدار مارس-أبريل 2011، وأن المجلة فيما بعد ستصدر بالنسخة الالكترونية فقط. كان رد فعل المتابعين في غير متوقع في بداية الأمر حيث جاء بالتعبير عن الغضب والحزن والمطالبة بإعادة نشرها ورقيًا.

## المحتوى
تغطي المجلة مواضيع الولادة ، وتشجع الأمهات على الرضاعة الطبيعية، والتعليم البديل، والتعليم المنزلي، والنوم المشترك، ومناقشة مفتوحة حول مخاطر وفوائد التطعيم. وصفت الصحفية إميلي بازيلون، التي تكتب عن النساء والأسرة والقضايا القانونية المجلة بأنها «مقياس خاص للأمومة».
في عام 2006 رعت مجلة الأمومة مسابقة تناشد فيها عملًا فنيًا لإنشاء الرمز الدولي للرضاعة الطبيعية. تم الإعلان عن التصميم الفائز، الذي تم اختياره من أكثر من 500 مشاركة في نوفمبر 2006.
في عام 2001 ، عرضت مجلة الأمومة قصة غلاف عن مرضى الإيدز وكريستين ماجوري المصابة بفيروس نقص المناعة البشرية ، التي كانت حاملاً بابنتها في ذلك الوقت ورفضت تناول أي أدوية مضادة لفيروس نقص المناعة البشري لحماية ابنتها التي لم تُولد بعد من الإصابة بفيروس الإيدز. وُلدت ابنة ماجوري مصابة بفيروس نقص المناعة البشرية من والدتها وتوفيت في سن الثالثة بسبب مضاعفات متعلقة؛ وماتت ماجوري نفسها بعد ست سنوات.

## المنشورات
قامت مجلة الأمومة بنشر كتب من خلال دار سيمون وشوستر:
- مجلة الأمومة: الولادة الطبيعية، دليل مجلة الأمومة إلى الحمل والولادة، بيغي أومارا، رقم دولي معياري للكتاب 978-0-7434-3963-3.

- حياة الأسرة الطبيعية: دليل مجلة الأمومة إلى الأبوة والأمومة، بيغي أومارا، رقم دولي معياري للكتاب 978-0-671-02744-5.

## التواجد على شبكة الإنترنت
يحتوي منتدى المجلة على شبكة الإنترنت على 160,000 عضو مسجل اعتبارًا من فبراير 2011.